# Abington Township (Montgomery County, Pennsylvania)
Abington Township ist ein Township mit 58.502 Einwohnern (2020) in Montgomery County im Südosten des US-Bundesstaates Pennsylvania.

## Geographie
Abington liegt am nördlichen Stadtrand von Philadelphia und umfasst die Gemeinden Abington, Ardsley, Crestmont, Elkins Park, Glenside, Hollywood, Huntingdon Valley, McKinley, Meadowbrook, Noble, North Hills, Roslyn, Roychester, Rydal und Willow Grove.

## Geschichte
Als europäische Siedler im späten 16. Jahrhundert ankamen, lebten Lenni Lenape in der Gegend. Abington wurde Anfang des 18. Jahrhunderts gegründet und möglicherweise nach einer Kirchgemeinde in England benannt. Am 7. Dezember 1777 fand während des Amerikanischen Unabhängigkeitskrieges ein Scharmützel zwischen amerikanischen und britischen Truppen auf dem nahegelegenen Edge Hill statt. 1855 erhielt Abington Anschluss an die North Pennsylvania Railroad. 1950 wurde mit Penn State Abington ein Campus der Pennsylvania State University eröffnet.

## Wirtschaft
In der Township befinden sich Fabriken für die Herstellung von Pressstahl, Chemikalien sowie Metall- und Kunststofferzeugnissen.

## Söhne und Töchter der Township
- Chuck Douglas (* 1942), Politiker
- John-David Francis Bartoe (* 1944), Astrophysiker
- Fred Hess (1944–2018), Jazzmusiker
- Jon D. Fox (1947–2018), Politiker
- John R. Wible (* 1953), Mammaloge, Paläomammaloge und Museumskurator
- Tom Feeney (* 1958), Politiker
- Barbara Kirch (* 1960), Ruderin
- Mary Ellen Clark (* 1962), Wasserspringerin
- Krista Errickson (* 1964), Journalistin und Schauspielerin
- Mike Richter (* 1966), Eishockeytorwart
- Stephen Lynch (* 1971), Sänger
- Patricia Marx (* 1975), Schriftstellerin
- Mike Vogel (* 1979), Schauspieler
- Matthew Lawrence (* 1980), Schauspieler
- Chad Kolarik (* 1986), Eishockeyspieler
- Alexandra Mueller (* 1988), Tennisspielerin
- Leah Nugent (* 1992), jamaikanische Hürdenläuferin